# لوئیس سوتلو
لوئیس سوتلو (انگلیسی: Luis Sotelo؛ ۶ سپتامبر ۱۵۷۴ – ۲۵ اوت ۱۶۲۴) یک قدیس مسیحی اهل اسپانیا بود.